# Sovizzo
Sovizzo (velenceiül Suiso) település Olaszországban, Veneto régióban, Vicenza megyében. Lakosainak száma 7422 fő (2024. január 1.). Sovizzo Altavilla Vicentina, Castelgomberto, Creazzo, Gambugliano, Montecchio Maggiore és Monteviale községekkel határos.

## Népesség
A település népességének változása:

| 2024 | 7 422 |